# Thomas Høvsgaard
Thomas Høvsgaard (1969 i Faaborg – 20. oktober 2011) var en dansk museumsinspektør og leder af museet på Spøttrup Borg. Han var cand.mag. i historie og middelalderarkæologi. Han skrev talrige artikler, især om historiske emner i tidsskrifter og aviser. Thomas Høvsgaard døde den 20. oktober 2011 efter meget kort tids sygdom, 42 år gammel.

## Eksterne kilder og henvisninger
1. ↑  Dødsannonce